# سوفیان جفال
سوفیان جفال (انگلیسی: Sofiane Djeffal؛ زادهٔ ۱۹ آوریل ۱۹۹۹) بازیکن فوتبال اهل فرانسه است.